# Plusia coalescens
Plusia coalescens är en fjärilsart som beskrevs av Schultz. Plusia coalescens ingår i släktet Plusia och familjen nattflyn. Inga underarter finns listade i Catalogue of Life.